# Lotte Feder
Lotte Feder, nota anche con lo pseudonimo di Lotte Nilsson (nata Marcussen; Aalborg, 22 ottobre 1965), è una cantante danese.
Ha rappresentato la Danimarca all'Eurovision Song Contest 1992 con il brano Ålt Det Som Ingen Ser, in duetto con Kenny Lübcke.

## Biografia
Lotte Feder ha avviato la sua carriera musicale nel 1983 come metà del duo Snapshot, che ha fondato insieme a Bodil Agerschou. Le Snapshot hanno debuttato nel 1983 al Dansk Melodi Grand Prix, il programma di selezione del rappresentante danese per l'Eurovision Song Contest, dove hanno presentato l'inedito Gi'r du et knus, piazzandosi al 2º posto. Da allora hanno ritentato la selezione eurovisiva danese con altre tre canzoni: À la carte (3º posto nel 1984), Tid til lidt kærlighed (2º posto nel 1988) e Du og jeg (8º posto nel 1989). Hanno pubblicato sei album d'inediti e due raccolte prima del loro scioglimento nel 1990.
Nel 1992 Lotte Feder si è presentata al Dansk Melodi Grand Prix insieme a Kenny Lübcke, dove hanno presentato il duetto Alt det som ingen ser. La loro vittoria ha permesso loro di cantare sul palco eurovisivo a Malmö, dove si sono piazzati al 12º posto su 23 partecipanti con 47 punti totalizzati.
Nel corso del decennio successivo Lotte Feder ha realizzato programmi televisivi per bambini per TvDanmark, e ha fondato insieme a Søren Thorup il duo Lotte & Søren, con cui ha pubblicato due album.

## Discografia

### Album in studio
- 1992 – Alt det som ingen ser (con Kenny Lübcke)

### Singoli
- 1992 – Alt det som ingen ser/Man ved, hva' man har (con Kenny Lübcke)
- 1992 – Anybody's Baby (con Kenny Lübcke)